# Plupp
Plupp är en svensk barnboksfigur skapad av Inga Borg 1955. Plupp är en liten figur som har blått hår och röd näsa, och som bor i en torvkåta vid en sjö kallad Blåvattnet någonstans långt uppe i norr.
Plupp är inget troll utan en osynling, enligt Borg, vilket innebär att Plupp är osynlig för människor. Plupp kan också tala med djur, och två av de närmaste vännerna är lämmeln Lämmel och hermelinen Hermelin. Plupp är varken en han eller en hon enligt författarinnan Inga Borg, som ville göra en barnboksfigur som både flickor och pojkar kunde identifiera sig med.
Böckerna om Plupp har översatts till danska, enaresamiska, engelska, esperanto, finska, franska, färöiska, grönländska, isländska, nordsamiska, norska, skoltsamiska, sydsamiska, pitesamiska och tyska. 

## Böcker
- 1955 – Plupp och renarna
- 1956 – Plupp bygger bo
- 1957 – Plupp gör en långfärd
- 1960/1982 – Plupp och lämlarna
- 1967 – Plupp reser till havet
- 1969 – Plupp och fågelberget
- 1971 – Plupp åker flotte
- 1972 – Plupp reser till Island
- 1977 – Plupp kommer till stan
- 1982 – Hemma hos Plupp
- 1982 – Vinter hos Plupp
- 1982 – Plupp och vårfloden
- 1982 – Plupp och midnattssolen
- 1983 – Plupp och hans vänner
- 1983 – Plupp och björnungarna
- 1983 – Plupp i storskogen
- 1986 – Plupp och havet
- 1986 – Plupp och tranorna
- 1986 – Plupp och vargen
- 1990 – Plupp och Tuva-Kari i Kolmåreskog
- 1996 – Kalas hos Plupp
- 1997 – Plupp och renkalven
- 1998 – Plupp och älgen
- 2005 – Plupp och lodjuret